# ريكس غو
ريكس غو (بالإنجليزية: Rex Goh)‏ هو عازف قيثارة أسترالي، ولد في 5 مايو 1951 في سنغافورة.

## وصلات خارجية
- الموقع الرسمي
- ريكس غو على موقع IMDb (الإنجليزية)
- ريكس غو على موقع ميوزك برينز (الإنجليزية)
- ريكس غو على موقع ديسكوغز (الإنجليزية)